# Пиорија Хајтс (Илиноис)
Пиорија Хајтс (енгл. Peoria Heights) град је у америчкој савезној држави Илиноис.

## Демографија
По попису из 2010. године број становника је 6.156, што је 479 (-7,2%) становника мање него 2000. године.
| Група             | 2000.         | 2010.         |
| Белци             | 6.123 (92,3%) | 5.375 (87,3%) |
| Афроамериканци    | 229 (3,5%)    | 355 (5,8%)    |
| Азијати           | 71 (1,1%)     | 60 (1,0%)     |
| Хиспаноамериканци | 126 (1,9%)    | 180 (2,9%)    |
| Укупно            | 6.635         | 6.156         |